# بوشلاغم
بوشلاغم یک منطقهٔ مسکونی در الجزایر است که در ناحیه ثنیه واقع شده‌است. بوشلاغم ۸ کیلومتر مربع مساحت دارد ۳۸۰ متر بالاتر از سطح دریا واقع شده‌است.